# Kirsten Haglund
Kirsten Haglund, född 14 september 1988 i Farmington Hills i Michigan, är en amerikansk skönhetsdrottning som vann Miss America 2008. Hon representerade delstaten Michigan. Haglund är svenskättling då hennes farmor var svensk. 